# Columbine (Colorado)
Columbine es un lugar designado por el censo (en inglés, census-designated place, CDP) de los condados de Jefferson y Arapahoe, Colorado, Estados Unidos. Según el censo de 2020, tiene una población de 25 229 habitantes.
El 20 de abril del año 1999, dos jóvenes del lugar, Eric Harris y Dylan Klebold, entraron armados al instituto Columbine, donde ambos estudiaban, y acabaron con la vida de 12 estudiantes y un profesor antes de suicidarse, en lo que en su momento fue la peor masacre en una escuela estadounidense. En un principio, su idea era volar el instituto por los aires con bombas caseras, las cuales finalmente no llegaron a detonar.

## Geografía
Está ubicado en las coordenadas 39°35′19″N 105°4′9″O / 39.58861, -105.06917 (39.588586, -105.06918).

## Demografía
Según el censo de 2000, en ese momento los ingresos medios de los hogares eran de $71,319 y los ingresos medios de las familias eran de $77,866. Los hombres tenían ingresos medios por $51,300 frente a los $35,713 que percibían las mujeres. Los ingresos per cápita eran de $28,471. Alrededor del 2% de la población estaba por debajo del umbral de pobreza.
De acuerdo con la estimación 2017-2021 de la Oficina del Censo, los ingresos medios de los hogares son de $113,513 y los ingresos medios de las familias son de $124,338. Los ingresos per cápita en los últimos doce meses, medidos en dólares de 2021, son de $49,987. Alrededor del 4.8% de la población está por debajo del umbral de pobreza.